# Golgotha
Golgotha je francouzský film z roku 1935 o Ježíši Kristu. Jde o historické filmové drama. Režírován Julienem Duvivierem a hlavní role obsadili Harry Baur a Jean Gabin.
National Board of Review jej v roce 1937 jmenovala šestým nejlepším zahraničním filmem.